# 旅客列车

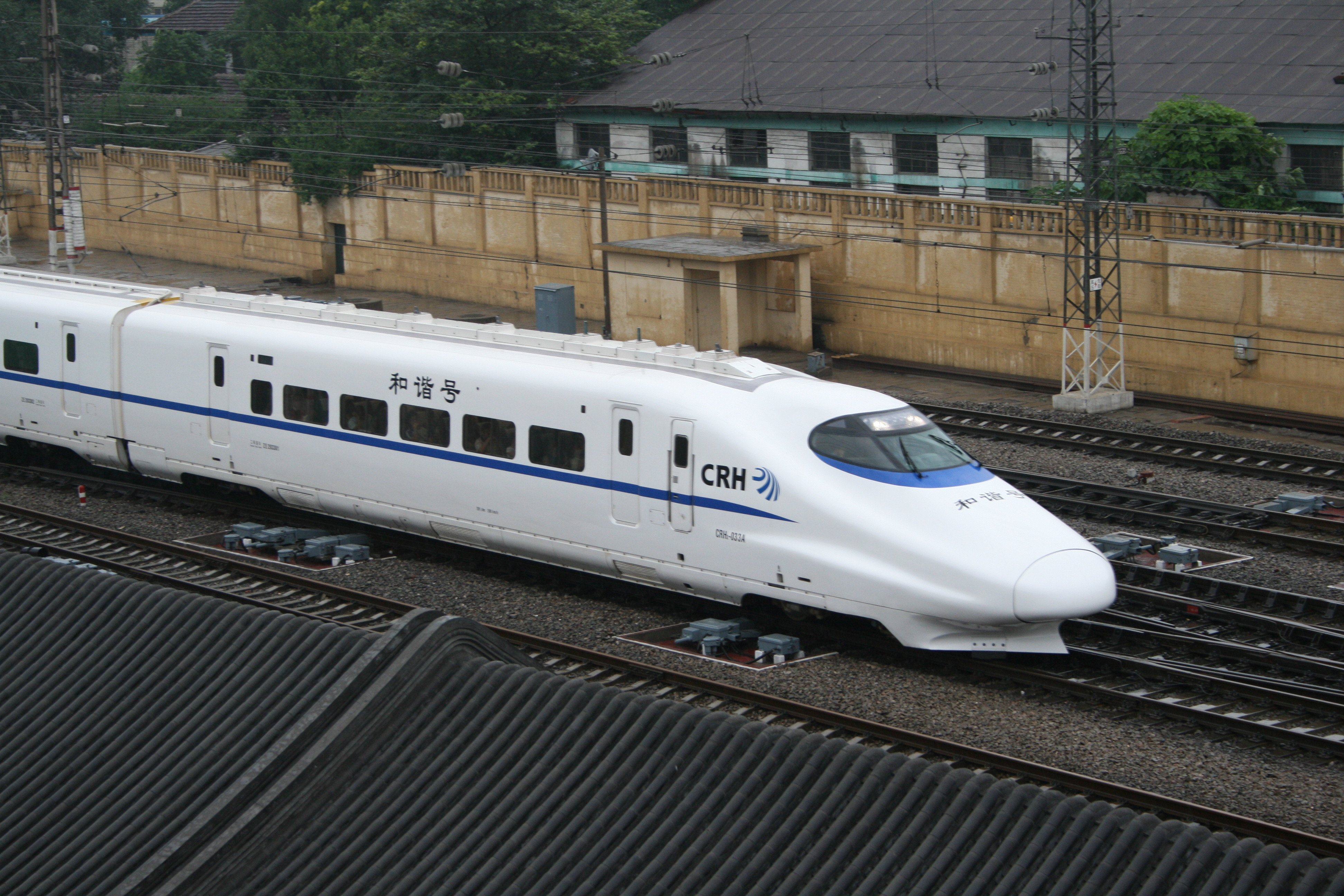
中国一列高速旅客列车

旅客列车或稱客運列車，是鐵路運輸系統中以运送旅客为主要目的的铁路列车，与之相对的是运送各种貨物的货物列车。虽然旅客列车的主要服务对象是旅客，但是也可以承担运送行李、包裹、邮件的任务。一般来说，旅客列车都是根据事先编排的時刻表运行的，旅客可以根据自己的需要选择合适的乘车时间、搭乘车次、搭乘区段和席位等级。旅客列车具有各种各样的分类，除了根据运行距离划分为长途列车、近郊列车、通勤列车之外，也可以按照运行速度划分为普速列车、快速列车、高速列车等各种等级。
随着时间的推移，客运列车的设计和总体安全性发生了巨大的变化，使得铁路旅行更加安全。一些长途和短途客运列车采用双层车厢，以便每列列车搭载更多乘客。卧铺列车包括带卧铺的卧铺车厢。由机车牵引的客运列车运营成本高于多单元列车，但载客量更高。
许多著名的客运列车服务都被赋予了特殊名称，其中一些在文学和小说中闻名遐迩。

## 历史

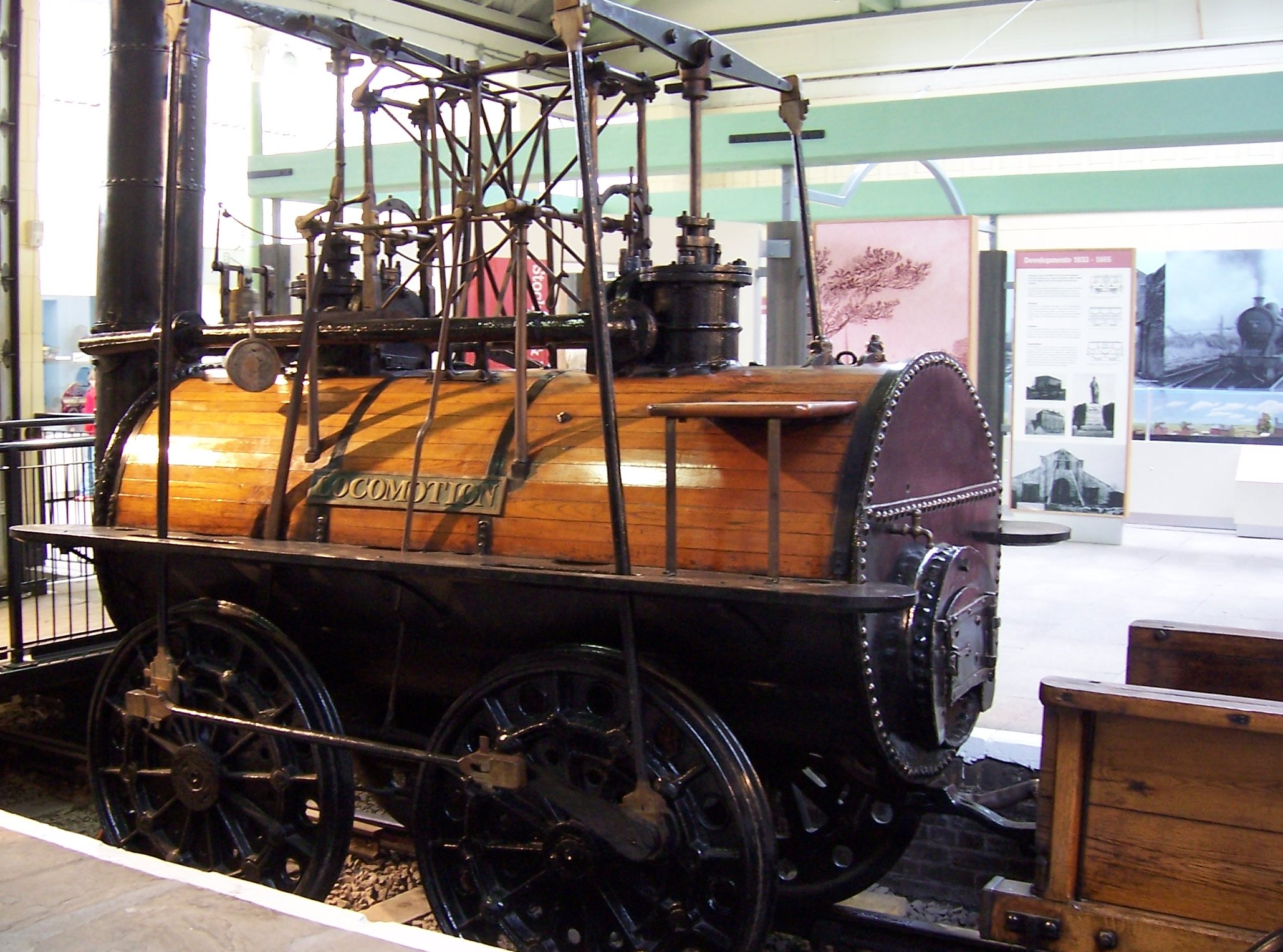
机车1号，第一辆在公共铁路上载客的机车

铁路机车首次牵引载客列车是1804年在英国威尔士的佩尼达伦铁厂，当时由理查德·特里维西克设计的火车将铁厂的70名员工运送了9英里。第一辆投入定期运营的客运列车是1807年开通的斯旺西和芒布尔斯铁路上的马车。1808年，特雷维西克在伦敦的一个小环形轨道上运行了一列载客展览列车，名为“捉住我吧”。该展览持续了两周，向乘客收取乘坐费用。
1825 年，第一辆在公共铁路上载客的蒸汽火车由斯托克顿和达灵顿铁路的1号机车牵引，行驶速度高达每小时15英里。

美国的旅客列车始于19世纪30年代，并在19世纪50年代和60年代开始流行。

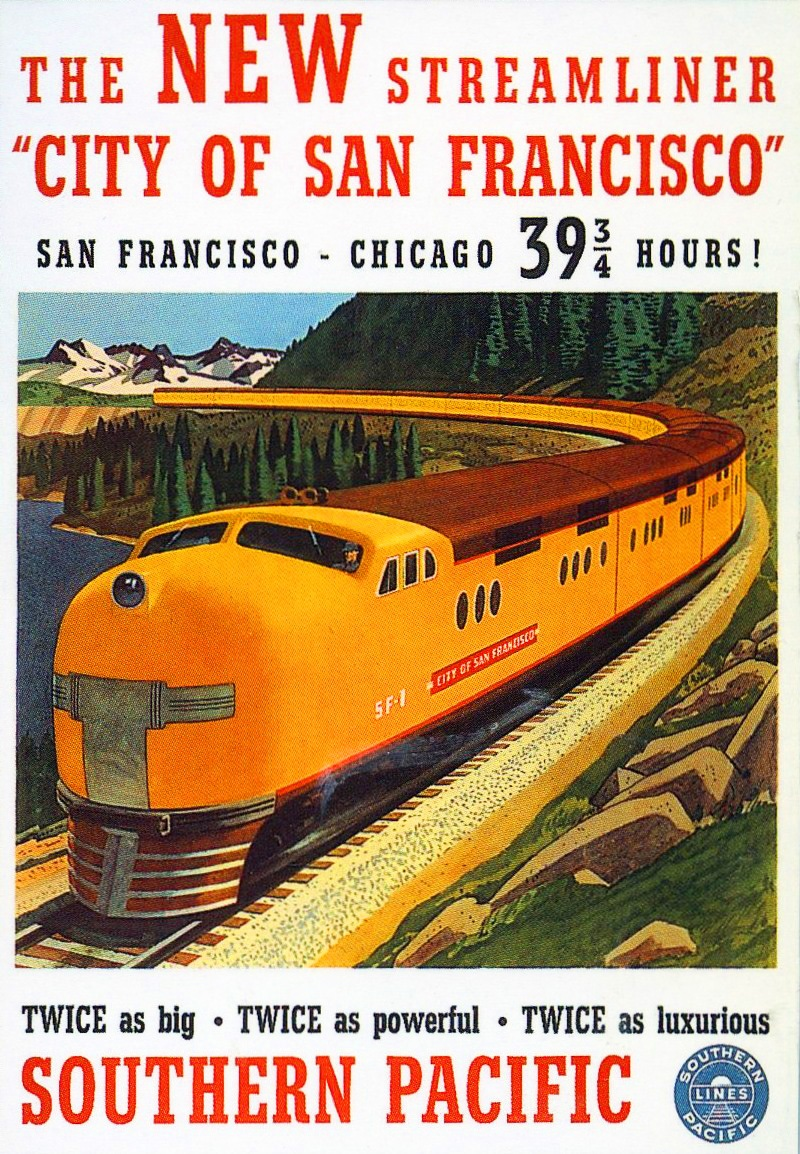
流线型列车（例如旧金山市列车）于20世纪30年代开始开发，旨在重振客运列车服务。

第一辆电动客运列车在1879年的柏林工业博览会上展出。第一辆成功商用的电动客运列车，格罗斯-利希特费尔德电车，一年后在利希特费尔德运行。

## 主要分類

### 輸送形態
高速列車
主要运行速度为200公里/小时及以上的高速列车。
城际列車
连接城市的火车。它们通常运行中长距离，速度从普通列车到高速列车不等。
通勤列車
往返于郊区和市中心之间的列车。
地域輸送列車
用于当地交通的火车。一般来说，这包括普通列车和快速列车。
夜间列車
一列在夜间行驶的火车。当火车主要由卧铺车组成时，它也被称为卧铺列车。
观光列車
提供前往旅游目的地的交通服务或供乘客乘坐的火车。
团体専用列車
租用一节车厢供一群人使用的火车。

### 列車種別
普通列車
火车几乎在每个车站都停靠，包括小站。
快速列車
提供快速运输且停靠站点比普通列车少的列车。
准急列车
准急列车停靠的车站比普通列车少，但比特快列车停靠的车站多。
急行列車
仅在主要车站停靠的列车，因此与本地列车相比，旅行时间较短。
特別急行列車
比特快列车更高的列车类型。

## 參看
- 高速鐵路
- 城市軌道交通